# Тьерра-Бланка (Гуанахуато)
Тье́рра-Бла́нка (исп. Tierra Blanca, «белая земля») — небольшой город в Мексике, штат Гуанахуато, входит в состав одноимённого муниципалитета и является его административным центром. Численность населения, по данным переписи 2010 года, составила 2058 человек.

## История
Посёлок был основан под названием Санто-Томас-де-Тьерра-Бланка 19 июня 1536 года, по приказу вице-короля Новой Испании Антонио де Мендосы.